# Heterolepis tmesisternoides
Heterolepis tmesisternoides är en skalbaggsart som beskrevs av Lacordaire 1869. Heterolepis tmesisternoides ingår i släktet Heterolepis och familjen långhorningar. Inga underarter finns listade i Catalogue of Life.